# Заливнянська волость
Заливнянська волость — історична адміністративно-територіальна одиниця Олександрівського повіту Катеринославської губернії.
Станом на 1886 рік складалася з 10 поселень, 11 сільських громад. Населення — 2267 осіб (1156 чоловічої статі та 1111 — жіночої), 796 дворових господарств.
|                     | Площа, десятин | У тому числі орної, дес. |
| ------------------- | -------------- | ------------------------ |
| Сільських громад    | 677            | 409                      |
| Приватної власності | 30272          | 15335                    |
| Казенної власності  | 3654           | 2300                     |
| Іншої власності     | 120            | 90                       |
| Загалом             | 34723          | 18134                    |

Найбільші поселення волості:
- Заливне (Брозолеве) — село при річці Терса за 60 версти від повітового міста, 841 особа, 31 двір, православна церква, школа, поштова станція, лавка, рейнський погріб. За 6 верст — постоялий двір. За 12 верст — постоялий двір. За 14 верст — черепичний завод. За 15 верст — цегельний завод.